# Heaton (Tyne and Wear)
Heaton är en stadsdel i Newcastle upon Tyne, i distriktet Newcastle upon Tyne, i grevskapet Tyne and Wear, i England. Ward hade 10 594 invånare år 2021. Heaton var en civil parish från 1866 till 1914 då den blev en del av Newcastle upon Tyne. Civil parish hade 21 912 invånare år 1911.